# Аборты в Бенине
Аборты в Бенине разрешены законом «по просьбе беременной женщины, добровольное прерывание беременности может быть разрешено, когда беременность может усугубить или вызвать ситуацию материального, образовательного, профессионального или морального бедствия, несовместимого с интересами женщины и/или будущего ребёнка…» в первые 12 недель беременности.
Парламент Бенина принял новую поправку к Закону о сексуальном здоровье и репродукции 2003 года в среду, 20 октября 2021 года. Согласно предыдущему закону Бенина об абортах, принятому в 2003 году, женщина может прервать беременность только в том случае, если её жизнь находится под угрозой, если беременность является результатом инцеста или изнасилования или если у плода имеется особенно серьёзное заболевание. Ограниченному числу экспертов было разрешено обследовать беременность, чтобы определить, является ли единственным вариантом спасения жизни женщины — вызвать аборт. Закон был создан благодаря лоббированию врачей при поддержке министра социальных дел страны Вероники Тоньифоде и министра здравоохранения Бенджамина Хункпатина, которые оба работали гинекологами. Президент Патрис Талон поддержал закон, и законодатели, присутствовавшие на окончательном голосовании, приняли закон единогласно.

## Влияние строгих законов об абортах
В Бенине растёт число абортов, выполненных без медицинской помощи, особенно среди учащихся средних школ и университетов, а средний возраст женщин, сделавших аборт, составляет 19 лет.